# أولريش هيس
أولريش هيس (بالألمانية: Ulrich Hesse)‏ هو صحفي وكاتب ألماني، ولد في 1966 في دورتموند في ألمانيا.